# Collinsia (Araneae)
Pour les articles homonymes, voir Collinsia.
Genre
Synonymes
- Coryphaeus F. O. Pickard-Cambridge, 1894 nec Gistel, 1848
- Coryphaeolana Strand, 1914
- Catabrithorax Chamberlin, 1920
- Anitsia Chamberlin, 1921
- Parerigone Crosby & Bishop, 1926 nec Brauer, 1898
- Microerigone Dahl, 1928
- Crosbyana Strand, 1934
- Milleriana Denis, 1966

Collinsia est un genre d'araignées aranéomorphes de la famille des Linyphiidae.

## Distribution
Les espèces de ce genre se rencontrent en écozone holarctique.

## Liste des espèces
Selon World Spider Catalog (version 24, 27/01/2023) :
- Collinsia borea (L. Koch, 1879)
- Collinsia caliginosa (L. Koch, 1879)
- Collinsia clypiella (Chamberlin, 1920)
- Collinsia dentata Eskov, 1990
- Collinsia denticulata Irfan, Zhang & Peng, 2022
- Collinsia despaxi (Denis, 1950)
- Collinsia distincta (Simon, 1884)
- Collinsia ezoensis (Saito, 1986)
- Collinsia hibernica (Simon, 1926)
- Collinsia holmgreni (Thorell, 1871)
- Collinsia holmi Eskov, 1990
- Collinsia inerrans (O. Pickard-Cambridge, 1885)
- Collinsia ksenia (Crosby & Bishop, 1928)
- Collinsia oatimpa (Chamberlin, 1949)
- Collinsia oxypaederotipus (Crosby, 1905)
- Collinsia palmeni Hackman, 1954
- Collinsia perplexa (Keyserling, 1886)
- Collinsia pertinens (O. Pickard-Cambridge, 1875)
- Collinsia plumosa (Emerton, 1882)
- Collinsia probata (O. Pickard-Cambridge, 1874)
- Collinsia sachalinensis Eskov, 1990
- Collinsia spetsbergensis (Thorell, 1871)
- Collinsia stylifera (Chamberlin, 1949)
- Collinsia thulensis (Jackson, 1934)
- Collinsia tianschanica Tanasevitch, 1989

## Systématique et taxinomie
Ce genre a été décrit par O. Pickard-Cambridge en 1913 dans les Theridiidae.
Parerigone Crosby & Bishop, 1926, préoccupé par  Parerigone Brauer, 1898, remplacé par Crosbyana par Strand en 1934, a été placé en synonymie par Crosby & Bishop, 1928.
Anitsia a été placé en synonymie par Holm en 1944.
Coryphaeus F. O. Pickard-Cambridge, 1894, préoccupé par Coryphaeus Gistel, 1848, remplacé par Coryphaeolana, a été placé en synonymie par Holm en 1950.
Catabrithorax a été placé en synonymie par Hackman en 1954.
Microerigone a été placé en synonymie par Holm en 1958.
Milleriana a été placé en synonymie par Eskov en 1990.

## Publication originale
- O. Pickard-Cambridge, 1913 : « On new and rare British arachnids noted and observed in 1912. » Proceedings of the Dorset Natural History and Antiquarian Field Club, vol. 34, p. 107-136.